# Acalypha concinna
Acalypha concinna é uma espécie de flor do gênero Acalypha, pertencente à família Euphorbiaceae.